# Cardenete
Cardenete település Spanyolországban, Cuenca tartományban. Cardenete Yémeda, Arguisuelas, Carboneras de Guadazaón, Villar del Humo és Víllora községekkel határos. Lakosainak száma 474 fő (2024).

## Népesség
A település népessége az utóbbi években az alábbiak szerint változott:
| Lakosok száma | 736  | 722  | 666  | 623  | 583  | 556  | 517  | 496  | 488  | 474  |
|               | 2001 | 2004 | 2006 | 2009 | 2011 | 2014 | 2016 | 2019 | 2021 | 2024 |